# Сан Панкрацио (Месина)
Сан Панкрацио је насеље у Италији у округу Месина, региону Сицилија.
Према процени из 2011. у насељу је живело 98 становника. Насеље се налази на надморској висини од 363 м.